# Ischnocampa lugubris
Ischnocampa lugubris là một loài bướm đêm thuộc phân họ Arctiinae, họ Erebidae.